# Hoplia disparilis
Hoplia disparilis är en skalbaggsart som beskrevs av Bates 1887. Hoplia disparilis ingår i släktet Hoplia och familjen Melolonthidae. Inga underarter finns listade i Catalogue of Life.